# Хатиб Тебризи
Абу́ Закария́ Я́хъя ибн Али́ аш-Шайба́ни (10З0—1108), более известный как Хати́б Тебризи́ (араб. الخطيب التبريزي‎) — арабоязычный филолог из Тебриза. 

## Биография
Тебризи был учеником аль-Маарри, обучался в Сирии и Египте. Затем стал преподавателем и хранителем библиотеки в багдадской Низамии. Также Тебризи писал стихи-касыды. Излагая свои взгляды на искусство поэзии, лингвистику, фольклористику и историю, комментировал лучшие произведения классической арабской поэзии, которые вошли в антологии «аль-Хамаса» («Отвага»), «аль-Муфаддалийят» («Стихи, собранные аль-Муфаддалем»), «аль-Касаид аль-’Ашар» («Десять касыд») и сборники Абу Таммама, аль-Бухтури, аль-Маарри и др.